# 코코나 (위스콘신주)

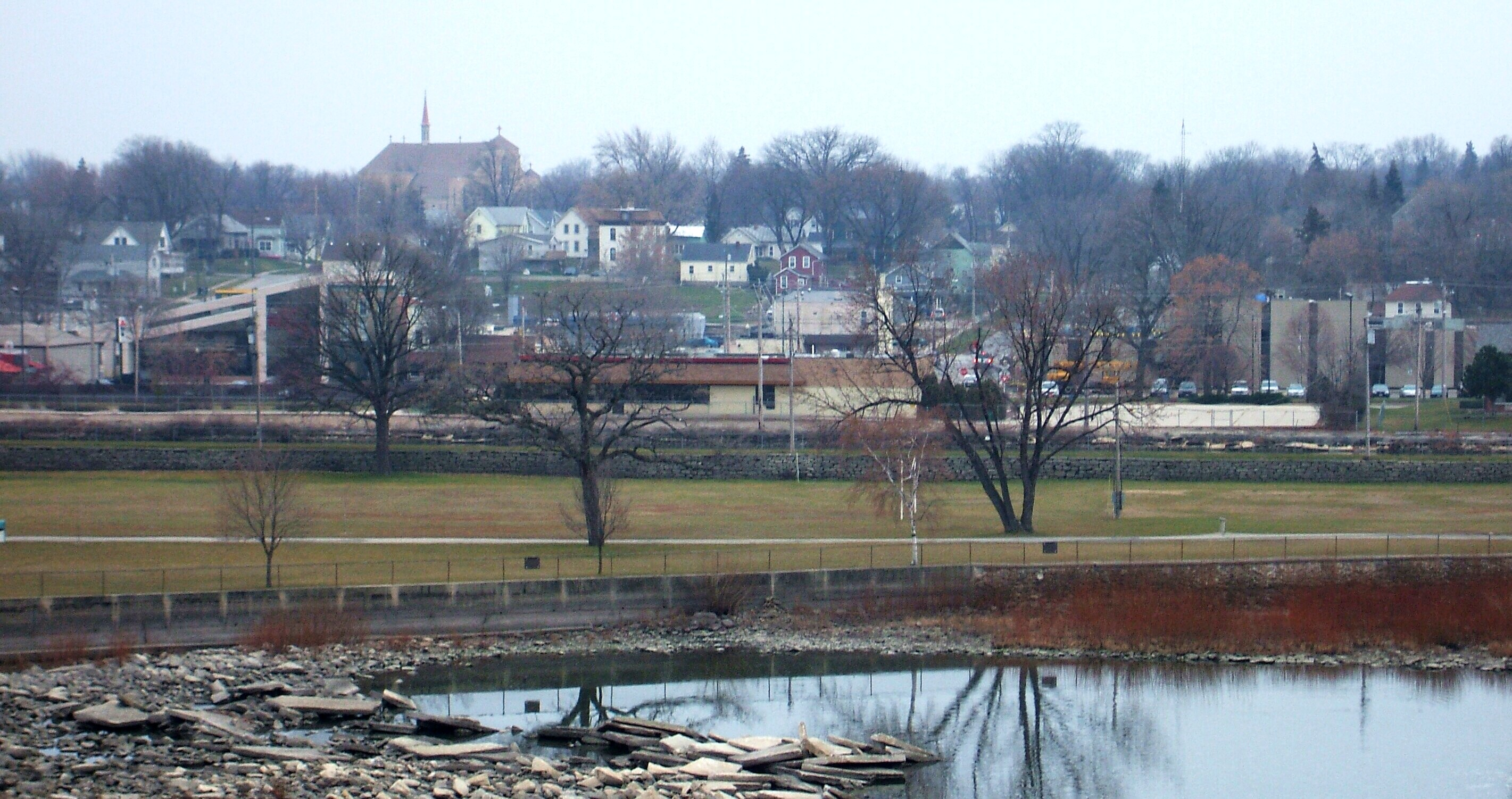
코코나

코코나(Kaukauna)는 미국 위스콘신주 캘류멧, 우타가미 카운티의 도시이다. 밀워키에서 북쪽으로 100마일(160킬로미터) 정도 떨어진 폭스강에 위치해 있다. 인구 수는 2010년 인구조사에 따르면 15,462명이다. 대도시 통계 지구 애플턴에 속한다.

## 역사
코코나는 미국 원주민 단어로서 "portage"(육로 수송), "long portage", "place where pickerel are caught", "place of pike"을 의미한다. 이 지역은 전통적으로 위네바고 족과 메노미니 족의 고향이다. 이 지역의 최초의 유럽인들은 프랑스인들이었다.

## 인구
| 인구조사              | 인구   | Note  | %±     |
| --------------------- | ------ | ----- | ------ |
| 1880년                | 834    |       | —      |
| 1890년                | 4,667  |       | 459.6% |
| 1900년                | 5,115  |       | 9.6%   |
| 1910년                | 4,717  |       | −7.8%  |
| 1920년                | 5,951  |       | 26.2%  |
| 1930년                | 6,581  |       | 10.6%  |
| 1940년                | 7,382  |       | 12.2%  |
| 1950년                | 8,337  |       | 12.9%  |
| 1960년                | 10,096 |       | 21.1%  |
| 1970년                | 11,308 |       | 12.0%  |
| 1980년                | 11,310 |       | 0.0%   |
| 1990년                | 11,982 |       | 5.9%   |
| 2000년                | 12,983 |       | 8.4%   |
| 2010년                | 15,462 |       | 19.1%  |
| 2018 (추산)           | 16,246 | [ 2 ] | 5.1%   |
| U.S. Decennial Census |        |       |        |